# Manuel M. Diéguez
General Manuel Macario Diéguez Lara (Guadalajara, Jalisco, México, 10 de marzo de 1874-Tuxtla Gutiérrez, Chiapas, México, 21 de abril de 1924) fue un militar mexicano que participó en la Revolución. Intervino en la Huelga de Cananea y en noviembre de 1919 contribuyó a la captura del general Felipe Ángeles, quien posteriormente fue fusilado en Chihuahua.

## Biografía
Político y general mexicano, precursor y participante en la segunda etapa –la constitucionalista– de la Revolución mexicana, nació en Guadalajara el 10 de marzo de 1874, en el seno de una familia muy humilde. Solamente pudo cursar los estudios elementales; posteriormente tuvo necesidad de comenzar a trabajar, para lo cual se trasladó a la Hacienda del Beneficio, en El Rosario, Sinaloa. El 6 de marzo de 1899, se dio de alta en la Armada, en el puerto de Mazatlán, Sinaloa. En esos años aprendió el arte de la guerra, que posteriormente le serviría en el desempeño de sus actividades militares. Trabajaba en la mina Oversight en Cananea, y debido a las prácticas discriminatorias que vivían los mineros, encabezados por Diéguez, los de Cananea fueron los primeros obreros en pedir un salario mínimo suficiente y una jornada laboral de ocho horas, el 1 de junio de 1906. La respuesta fue violenta por parte de los patrones y Diéguez fue sentenciado a 15 años de prisión, pasando un tiempo en la cárcel de Hermosillo y luego en las mazmorras de San Juan de Ulúa. Gracias al triunfo de la revolución maderista fue liberado y regresó a Cananea, donde fue elegido alcalde. Al enterarse del golpe de Estado de Victoriano Huerta se incorpora a la lucha con 400 hombres, desconociendo al nuevo régimen. En los primeros días de junio de 1914 fue nombrado gobernador de Jalisco, teniendo como sede de su gobierno la población de Etzatlán. En su primer mensaje como gobernador, Diéguez se comprometió a realizar reformas para lograr el bienestar de la población. La oposición a Villa le gana el grado de General. Como militar cuenta con una hoja de servicios impresionantes, sin embargo, también hizo hincapié en defender los planteamientos sociales más avanzados del proyecto revolucionario. Para combinar su doble responsabilidad de político y militar contó con el apoyo de Manuel Aguirre Berlanga, Tomás López Linares, Emiliano Degollado y Manuel Bouquet, quienes fungieron como gobernadores interinos. En su gestión impulsó la educación orientada hacia el trabajo, creando la Escuela Industrial para Señoritas. Construyó junto a la Penitenciaría de Escobedo, los edificios de la Universidad de Guadalajara y de la Escuela de Música (demolido este último en 1981, por órdenes del entonces rector de esa casa de estudios, arquitecto Jorge Enrique Zambrano Villa). Inició las líneas de ferrocarril a Chamela, colocando Carranza el primer clavo de los durmientes. Fue declarado gobernador constitucional el 1 de marzo de 1915; sin embargo, dejó el cargo para incorporarse a la lucha en contra del presidente Álvaro Obregón. Fue aprehendido y fusilado en Tuxtla Gutiérrez (Chiapas), el 21 de abril de 1924.

### Constitucionalismo
En 1913, a raíz de la Decena Trágica, fue uno de los primeros organizadores de grupos armados constitucionalistas. Renunció a la presidencia municipal de Cananea y al mando de 300 voluntarios formados por mineros y 100 yaquis, en Cananea se le unió a Álvaro Obregón, con solo 100 elementos, se lanzaron a la lucha armada contra las tropas federales. Integrados en Hermosillo, tras la renuncia del Gobernador Maytorena, al Cuerpo de Ejército del Noroeste, al mando de un consejo militar, incluido Álvaro Obregón, participaron como coroneles en los ataques y tomas de Estación Santa Rosa, Nogales y Naco, y en las batallas de Santa Rosa y Santa María; en mayo de 1913 Diéguez, auxiliado por Maximino Kloss, intervino  en varias batallas importantes de la Revolución mexicana, pues con ellas se logró el dominio del estado de Sonora, a excepción de Guaymas. Ya con el grado de general y al mando de una brigada, participó en la campaña que el Ejército del Noroeste, y al mando de Venustiano Carranza, emprendió sobre la costa occidental del país desde finales de 1913; entonces operó en Sinaloa, Nayarit y Jalisco, siendo nombrado Gobernador Provisional y Comandante del Estado, hasta 1917.

### Gobernador de Jalisco
Cuando las fuerzas constitucionalistas ingresaron a Guadalajara, el 8 de julio de 1914, al mando de Venustiano Carranza, éste nombró gobernador Provisional de Jalisco a Diéguez, quien se mantuvo en el cargo hasta el 16 de diciembre de 1914, y nuevamente fue gobernador del 18 de enero al 12 de febrero de 1915. Como comandante militar de su estado natal y gobernador inició una obra legislativa y administrativa que buscaba la transformación social-política y económica: Promulgó 143 decretos siendo uno a favor de los trabajadores manuales, declaró la fórmula del estado de interés público, concedió el descanso dominical obligatorio, fijó el salario mínimo y la jornada de nueve horas de trabajo; por último, prohibió las tiendas de raya y el embargo de salarios.

### Campaña contra Villa
También se destacó en la guerra contra el villismo; combatió en Beltrán y Atenquique. Ante el ataque villista en Guadalajara en diciembre de 1915 evacuó la plaza y se trasladó con todos sus elementos a Ciudad Guzmán, donde estableció la sede de su gobierno. Incorporado a las fuerzas del general Francisco Murguía atacó Guadalajara en enero de 1915, pero fueron derrotados por falta de municiones por Francisco Villa, por lo que Diéguez se retiró a Colima, recuperando dicha plaza para el constitucionalismo en el mes de abril.
De ahí se incorporó a las Fuerzas de Benjamin Hill Salido y del general Álvaro Obregón para participar en la campaña del Bajío, resultando herido en la Batalla de Llanos de Trinidad por las fuerzas del general Canuto Reyes y del general Rodolfo Fierro, donde este último perdió la vida. Por sus méritos en campaña fue ascendido a General de División. Después participó en la campaña contra el villismo-maytorenismo en Sonora; al mando de la 2.ª División del Noroeste tomó Guaymas y Nogales, con lo que concluyó la lucha maytorenista en Sonora y con lo que logró reducir la misma para 1916, pues las acciones de Villa tan sólo continuaban en Chihuahua. Ocupó por segunda vez la gubernatura de Jalisco al ser elegido en 1917, aunque sólo estuvo unos meses al frente del puesto pues fue designado jefe de operaciones militares en Querétaro, Guanajuato y San Luis Potosí. Tiempo después regresó como gobernador a Jalisco.

### Conflicto sonorense
Venustiano Carranza lo nombró jefe de operaciones militares en el norte, con cuartel en Chihuahua. Durante esta gestión fue aprehendido y fusilado el general Felipe Ángeles, de quien solicitó al Presidente Carranza, la conmutación de la Pena de Muerte por otra pena; la orden llegó tardíamente.
Fue pieza clave en el conflicto entre Venustiano Carranza y los Sonorenses pues fue el militar elegido por Carranza para controlar por la fuerza a Sonora.
En este estado se dijo que buscaba deponer al gobernador Adolfo de la Huerta, aunque según fuentes históricas sólo buscaba limitar geográficamente la rebelión, de sus antiguos compañeros de Armas.
Los hombres de Diéguez lo traicionaron, pero él siguió leal al Primer Jefe; esta actitud por poco y le cuesta la vida.
Al iniciar la lucha contra los traidores al Constitucionalismo, del Plan de Agua Prieta fue aprehendido en Guadalajara por Isaías Castro, liberado a los dos días.
Al triunfo del nuevo gobierno quedó fuera del Ejército Mexicano y marchó a un rancho que rentó en el municipio de Hostotipaquillo, donde fueron llegando muchos subordinados a trabajar las tierras.

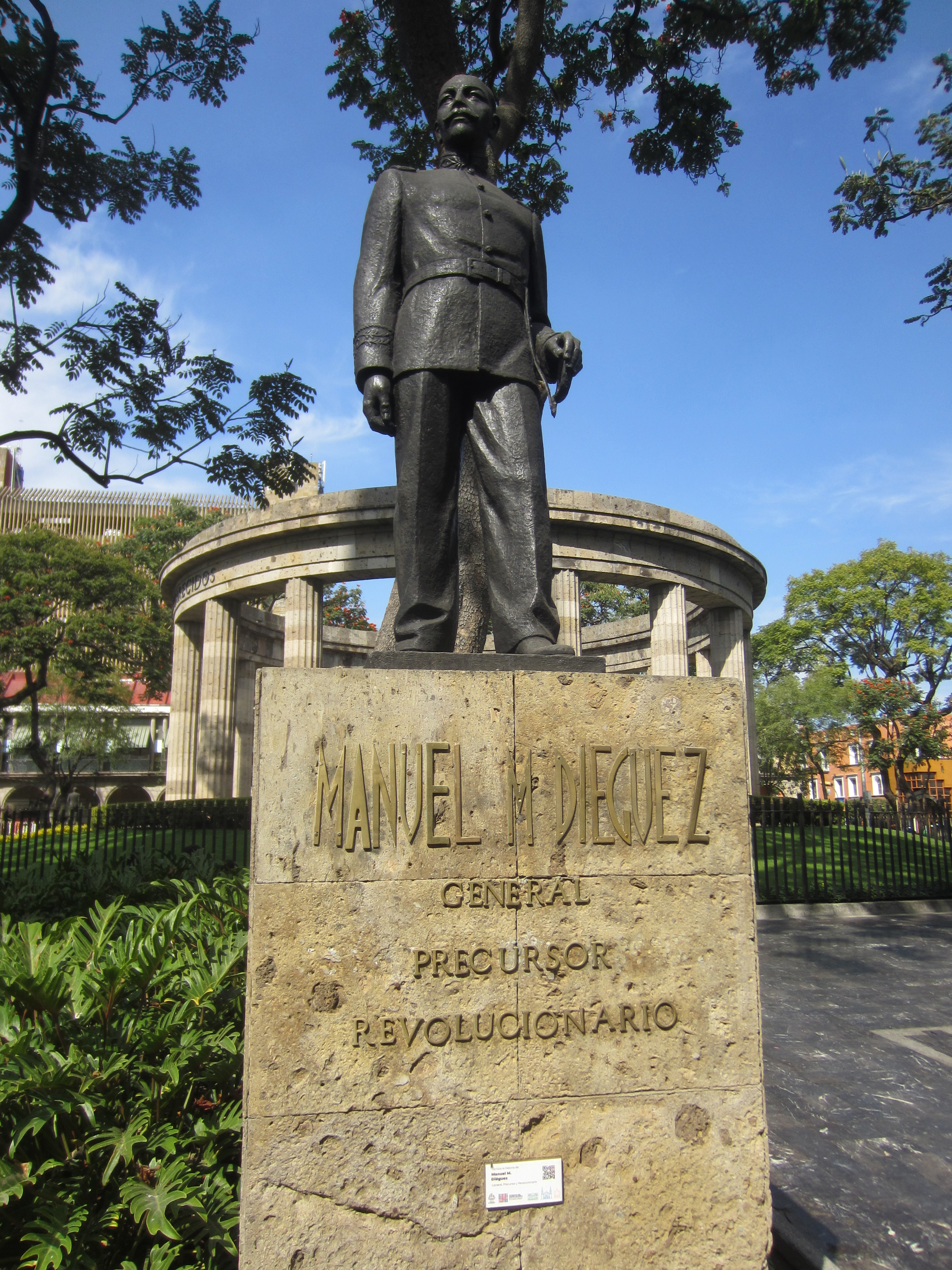
Estatua de Diéguez en el centro de la ciudad de Guadalajara

### Rebelión delahuertista
Regresó del rancho que había rentado en Hostotipaquillo, a Guadalajara en 1923, y aliado con Rafael Buelna y Enrique Estrada se levantó en armas contra el gobierno de Álvaro Obregón. Operó en Jalisco y Michoacán; la toma de Morelia, la ganó, al general Lázaro Cárdenas. Los Estados Unidos de América ya no le vendieron armas y pertrechos a este movimiento; al ser derrotado pasó a Guerrero, Oaxaca y Chiapas. El general Donato Bravo Izquierdo, con cinco subalternos, lo alcanzaron cerca de la frontera con Guatemala, y le ofrecieron paz y amnistía, dejando libres a los integrantes de su Estado Mayor y a todos sus soldados, quedando tres generales para negociar la rendición.
Llegaron de Las Flores, a Tuxtla; y se les festejó con cena de gala. Bravo Izquierdo recibió un telegrama del general Álvaro Obregón, ordenando su rápido fusilamiento, junto con los generales Ocampo y otros, sin consejo de guerra fueron fusilados en el Traspatio de la Escuela, en Tuxtla Gutiérrez, Chiapas, el 21 de abril de 1924.

### Homenaje
En la Rotonda de los Jaliscienses Ilustres, una manzana de propiedad municipal con áreas ajardinadas, ubicada al oriente del Palacio Municipal de su ciudad natal, Guadalajara, existe una estatua erigida en su honor.